# Torrent de l'Óssol

El Torrent de l'Óssol, respecte del terme de Granera

El torrent de l'Óssol és un torrent del terme municipal de Granera, al Moianès.
Està situat en el sector central-meridional del terme, al sud-sud-est del poble de Granera i a llevant de les masies de l'Óssol, la Païssa i el Clapers i a ponent de la de Tantinyà. Es forma a l'extrem nord del Camp de Bonell, a la part superior de la cinglera que separa Granera de Sant Llorenç Savall. Des d'aquest lloc davalla cap al nord, deixant a l'esquerra les tres masies esmentades en primer lloc i a la dreta la de Tantinyà, fins al punt on s'ajunta amb el torrent del Salamó, i entre els dos formen el torrent de la Riera.